# 馬略卡松莫什體育場
馬略卡松莫什體育場是位于西班牙巴利阿里群岛马略卡岛帕尔马的足球场，是马略卡足球俱乐部的主场。它是巴利阿里群岛最大的体育场，也是西班牙第26大的体育场。
2022年12月2日，马略卡足球俱乐部宣布已與當地議會更新贊助協議，將其主場重新命名成「馬略卡松莫什體育場」，取代過往名稱「拜訪馬略卡體育場」。

## 命名變遷
| 年度        | 中文名稱           | 西班牙文名稱              | 贊助單位     |
| ----------- | ------------------ | ------------------------- | ------------ |
| 1999—2006年 | 松·莫什體育場      | Estadio de Son Moix       | 無           |
| 2006—2010年 | Ono 體育場         | Ono Estadio               | ONO          |
| 2010—2017年 | 伊比利亞之星球場   | Iberostar Estadio         | 伊比利亞之星 |
| 2017—2020年 | 松·莫什體育場      | Estadio de Son Moix       | 無           |
| 2020—2022年 | 拜訪馬略卡體育場   | Visit Mallorca Estadio    | 馬略卡島議會 |
| 2022年—     | 馬略卡松莫什體育場 | Estadio Mallorca Son Moix | 馬略卡島議會 |

## 设计
该体育场可容纳23,142名观众，是巴利阿里群岛最大的体育场。它具有碗状的形状，带有两个两层的看台，其设计目的是允许將來可以增建体育场的两端，从而形成一个完整两层及容納40,000名觀眾的体育场；但現時扩展因俱乐部的财务问题而受到擱置。在部分場合，体育场會設立一个小型临时看台於場內田径跑道上，在田径比赛時，則将其删走。

## 国际比赛
西班牙国家足球队在此体育场参加了六场国际比赛。最近一场比赛是於2024年6月8日與北愛爾蘭进行的友誼賽，賽果為西班牙以5–1获胜。

## 发展
由于馬略卡足球俱樂部提议为俱乐部及其观众建造一个新的40,000个全座体育场，因此体育场的扩张现在看来极不可能。该项目总共包括：
- 一个新的可容纳40,000个座位的体育场
- 建造三座高分别为34、22和16层的大楼，其中最高的建筑物达到160米。 这些塔的总面积为200,000 m2
- 会议中心
- 大型购物中心和大型停车场。

但是，此操作还有很长的路要走，因为目前这只是俱乐部的建议，尚未制定任何计划。 此外，由于该岛的大小和可及性以及目前体育场的位置（市政财产），甚至都不知道该体育场可以位于何处。 实体建议其他四个可能的位置。 但是，如果机构批准项目的启动，则他们宁愿在当前建筑物的场地上建造一个新的体育场。

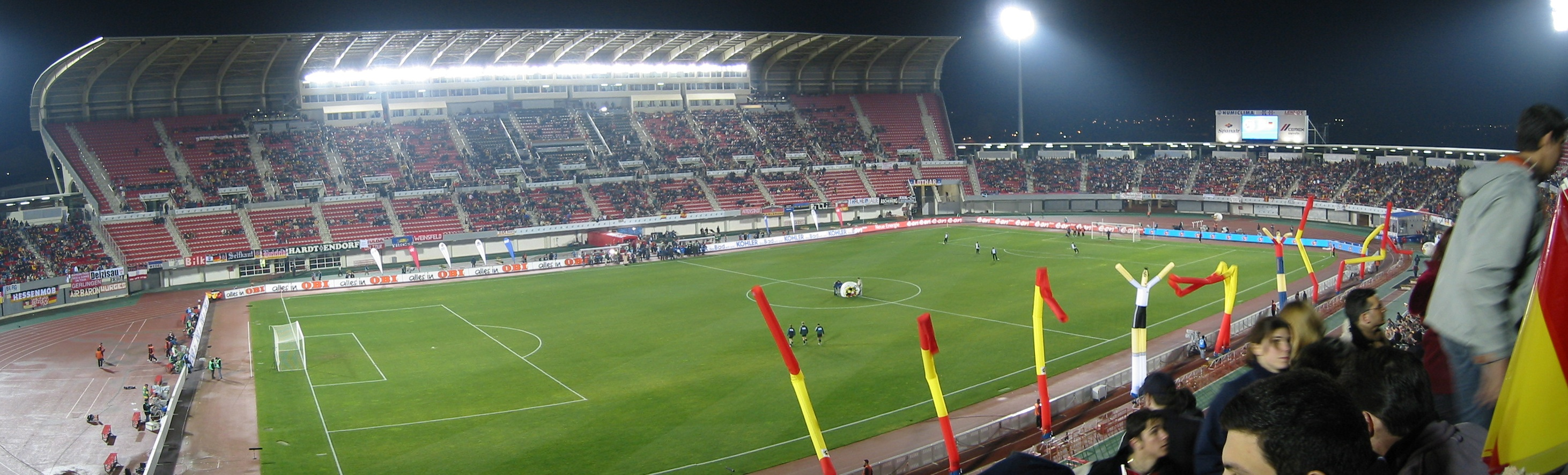
体育场全景